# Cydistomyia brevior
Cydistomyia brevior är en tvåvingeart som beskrevs av Walker 1848. Cydistomyia brevior ingår i släktet Cydistomyia och familjen bromsar. Inga underarter finns listade i Catalogue of Life.